# Сенкоцин-Новий
Сенкоцин-Новий (пол. Sękocin Nowy) — село в Польщі, у гміні Рашин Прушковського повіту Мазовецького воєводства.
Населення — 378 осіб (2011).
У 1975-1998 роках село належало до Варшавського воєводства.

## Демографія
Демографічна структура станом на 31 березня 2011 року:
|          | Загалом | Допрацездатний вік | Працездатний вік | Постпрацездатний вік |
| -------- | ------- | ------------------ | ---------------- | -------------------- |
| Чоловіки | 182     | 35                 | 129              | 18                   |
| Жінки    | 196     | 39                 | 119              | 38                   |
| Разом    | 378     | 74                 | 248              | 56                   |